# Hunyadi Demeter
Hunyadi Demeter (? – 1592. július 6.) unitárius lelkész, erdélyi magyar unitárius püspök 1579-től haláláig.
Bánfi-hunyadi származású volt és Kolozsvárott tanult Molnár Gergely evangélikus református tanító keze alatt; onnét ment Enyedre iskola-mesternek és János Zsigmond fejedelem költségén Paduában hét évig tanulta a bölcseletet. Visszajővén Erdélybe 1577-ben Dávid Ferenc Kolozsvárt rektorrá tette; annak helyébe pedig 1579. július 14. Blandrata által kineveztetett az unitáriusok főpapjává (püspök.) Jelen volt az 1568. évi gyulafejérvári disputáción, ahol a többi unitáriusokkal együtt a szent Háromság tana ellen harcolt. 
Bod Péter szerint adott ki gyermekek számára a «Keresztségekről, hogy meg kell tartani az Ekklésiában (mivel ezelőtt két évvel egészen felhagytak és kiirtották volt ekklésiájokból a keresztséget)» és írt az «Ekklésiai Fenyítékről is, miképen kelljen annak kiszolgáltatnia»; azonban könyvészeti címeit nem adja, Horányi pedig latinul említi. Latin hőskőlteményét kiadta Heltai Gáspár, Historia Matthiae Hunnyadis... c. 1565-ben Kolozsvárt megjelent munkájában.